# 2009-es Bombardier Learjet 550
A 2009-es Bombardier Learjet 550 volt a hatodik verseny a 2009-es IndyCar Series szezonban. június 6-án rendezték meg a futamot a 2342 méter hosszú Texas Motor Speedway-en, a Texas beli Fort Worth-ben.

## Rajtfelállás
| Rajtsor | Belső ív | Belső ív         | Külső ív | Külső ív          |
| ------- | -------- | ---------------- | -------- | ----------------- |
| 1       | 10       | Dario Franchitti | 6        | Ryan Briscoe      |
| 2       | 9        | Scott Dixon      | 3        | Hélio Castroneves |
| 3       | 7        | Danica Patrick   | 5        | Mario Moraes      |
| 4       | 4        | Dan Wheldon      | 26       | Marco Andretti    |
| 5       | 06       | Robert Doornbos  | 20       | Ed Carpenter      |
| 6       | 27       | Hideki Mutoh     | 02       | Graham Rahal      |
| 7       | 34       | Alex Tagliani    | 67       | Sarah Fisher      |
| 8       | 2        | Raphael Matos    | 11       | Tony Kanaan       |
| 9       | 18       | Justin Wilson    | 43       | Tomas Scheckter   |
| 10      | 24       | Mike Conway      | 23       | Milka Duno        |
| 11      | 13       | E.J. Viso        | 14       | A.J. Foyt IV      |
| 12      | 21       | Ryan Hunter-Reay | 98       | Jaques Lazier     |

## Futam
| Pozíció | #  | Pilóta            | Csapat                      | Futott kör | Idő/Kiesés oka               | Rajthely | Élen töltött körök száma | Pont |
| ------- | -- | ----------------- | --------------------------- | ---------- | ---------------------------- | -------- | ------------------------ | ---- |
| 1.      | 3  | Hélio Castroneves | Team Penske                 | 228        | 1:55:16.1670                 | 4        | 57                       | 50   |
| 2.      | 6  | Ryan Briscoe      | Team Penske                 | 228        | +0.3904                      | 2        | 160                      | 42   |
| 3.      | 9  | Scott Dixon       | Chip Ganassi Racing         | 228        | +2.246                       | 3        | 0                        | 35   |
| 4.      | 26 | Marco Andretti    | Andretti Green Racing       | 228        | +4.3745                      | 8        | 0                        | 32   |
| 5.      | 10 | Dario Franchitti  | Chip Ganassi Racing         | 228        | +4.7695                      | 1        | 10                       | 31   |
| 6.      | 7  | Danica Patrick    | Andretti Green Racing       | 228        | +5.2980                      | 5        | 0                        | 28   |
| 7.      | 4  | Dan Wheldon       | Panther Racing              | 228        | +7.6203                      | 7        | 0                        | 26   |
| 8.      | 11 | Tony Kanaan       | Andretti Green Racing       | 228        | +8.5009                      | 16       | 0                        | 24   |
| 9.      | 20 | Ed Carpenter      | Vision Racing               | 228        | +18.7088                     | 10       | 1                        | 22   |
| 10.     | 5  | Mario Moraes      | KV Racing Technology        | 227        | +1 kör                       | 6        | 0                        | 20   |
| 11.     | 06 | Robert Doornbos   | Newman/Haas/Laningan Racing | 227        | +1 kör                       | 9        | 0                        | 19   |
| 12.     | 2  | Raphael Matos     | Luczo-Dragon Racing         | 226        | +2 kör                       | 15       | 0                        | 18   |
| 13.     | 43 | Tomas Scheckter   | Dreyer & Reinbold Racing    | 226        | +2 kör                       | 18       | 0                        | 17   |
| 14.     | 34 | Alex Tagliani     | Conquest Racing             | 225        | +3 kör                       | 13       | 0                        | 16   |
| 15.     | 18 | Justin Wilson     | Dale Coyne Racing           | 225        | +3 kör                       | 17       | 0                        | 15   |
| 16.     | 21 | Ryan Hunter-Reay  | Vision Racing               | 225        | +3 kör                       | 23       | 0                        | 14   |
| 17.     | 67 | Sarah Fisher      | Sarah Fisher Racing         | 222        | +6 kör                       | 14       | 0                        | 13   |
| 18.     | 98 | Jaques Lazier     | Team 3G                     | 210        | +18 kör                      | 24       | 0                        | 12   |
| 19.     | 24 | Mike Conway       | Dreyer & Reinbold Racing    | 185        | +43 kör                      | 3        | 0                        | 12   |
| 20.     | 14 | A.J. Foyt IV      | A.J. Foyt Enterprises       | 170        | Baleset                      | 11       | 0                        | 12   |
| 21.     | 27 | Hideki Mutoh      | Andretti Green Racing       | 153        | Elektronika                  | 11       | 0                        | 12   |
| 22.     | 02 | Graham Rahal      | Newman/Haas/Laningan Racing | 1          | Baleset Duno-val és Viso-val | 12       | 0                        | 12   |
| 23.     | 23 | Milka Duno        | Dreyer & Reinbold Racing    | 1          | Baleset Rahal-al és Viso-val | 20       | 0                        | 12   |
| 24.     | 13 | E.J. Viso         | HVM Racing                  | 1          | Baleset Rahal-al és Duno-val | 21       | 0                        | 12   |

## Bajnokság állása a verseny után
Pilóták bajnoki állása
| Pozíció | Pilóta            | Pontok |
| ------- | ----------------- | ------ |
| 1       | Ryan Briscoe      | 199    |
| 2       | Scott Dixon       | 196    |
| 3       | Dario Franchitti  | 188    |
| 4       | Hélio Castroneves | 186    |
| 5       | Danica Patrick    | 167    |